# Diddy Kong Racing
Diddy Kong Racing – gra wyścigowa wydana na konsolę Nintendo 64 w 1997 roku przez Rare. W grze jest dostępnych 10 postaci, z czego 8 jest dostępnych od początku, a 2 trzeba odblokować.